# Троїцька вулиця (Одеса)
Троїцька вулиця — вулиця, яка розташовується в центрі міста Одеси. Починається від перетину з Маразліївською вулицею та закінчується перетином з Преображенською вулицею.

## Історія
Вулиця була первинно закладена як Форштадська, оскільки по ній проходив кордон Південного Форштадту. Але з 1820 року змінила свою назву на Троїцька, в честь Грецької Троїцької церкви, училище якої (Родоконакієвське Еллінське дівоче училище) знаходилося на цій вулиці. Сама церква (тепер — Троїцький собор) знаходиться обік, на вул. Європейській.
З приходом радянської влади вулиця була названа Зінов'єва в честь відомого комуніста; цю назву вулиця зберігала з 1923 по 1933 роки. Після засудження Зінов'єва у 1934 році вулиця змінює свою назву на Робітничо-Селянської Міліції, після чого в період до 1946 року змінює свою назву на 15-річчя Міліції, потім просто Міліції. Із 1946 по 1991 роки вулиця носила назву Ярославського, також в честь комуністичного діяча.
З набуттям Україною незалежності, після 1991 року, вулиці було повернуто історичну назву — Троїцька.

## Окремі будинки

### Прибутковий будинок Асвадурова
На розі: Троїцька, 25 / Італійська, 37.
- Троицкая улица. От улицы Осипова (Ремесленной) до улицы Пушкинской [Архівовано 6 грудня 2019 у Wayback Machine.]
- Что известно о сгоревшем доме Асвадурова: построен на «табачные» деньги, украшен римским орлом и был пристанищем археологов и биологов [Архівовано 5 грудня 2019 у Wayback Machine.]
- Дом был архитектурным и историческим памятником [Архівовано 6 грудня 2019 у Wayback Machine.]

Прибутковий дім Асвадурова. Збудований в 1914 році за проєктом архітекторів Л. М. Чернігова та Я. С. Гольденберга. Пам'ятник архітектури.
Медальйоны та скульптури римських громадян прикрашали фасад будинку.
В 2013 році житловий будинок з адміністративними приміщеннями.
Одеський коледж економіки, права та готельно-ресторанного бізнесу.
Окрім технікуму, в будівлі розташовано Інститут морської біології, Одеська філія інституту археології НАН України, приватні компанії.
У середу 4 грудня 2019 року о 10:12 на 3 поверсі 6-поверхового навчального корпусу почалася пожежа. У Одесі оголошено дводенний траур 5 та 6 грудня. Станом на 6 грудня відомо про 2 загиблих, 14 вважаються зниклими безвісти, доля їх невідома.

### Родоконакієвське Еллінське дівоче училище
Троїцька, буд. 37а.
Збудований у 1874—1875 році за проєктом архітектора Фелікса Гонсіоровського. У 1896 році проведена його реконструкція за проєктом архітектора Олександра Бернардацці.
Пам'ятник історії та архітектури.
5 листопада 1872 року в Одесі Грецьким благодійним товариством було відкрито чотирикласне жіноче училище, на спорудження якого комерції радник Ф. П. Родоконакі пожертвував більше 40 тис. рублів. 22 лютого 1875 року Олександр II видав Іменний Указ про найменування — «Родоконакіевское Эллинское дѣвичье училище».

«Коммерціи Совѣтникъ Өедоръ Павловичъ Родоконаки затратилъ на постройку зданія для открытаго 5 ноября 1872 года въ г. Одессѣ Греческим благотворительным обществом четырехкласснаго женскаго училища 2 разряда болѣе 40,000 руб.; вслѣдствіе сего означенное Общество ходатайствовало о наименовании сего училища „Родоконакиевскимъ Эллинскимъ девичьимъ училищемъ“ и о постановкѣ в актовомъ его залѣ мраморного бюста Родоконаки.

Государь Императоръ, по всеподданѣйшему о семъ докладу министра народнаго просвѣщения, Всемилостивѣйше соизволилъ на приведеніе изложенного ходатайства в исполненіе» 
Меморіальна дошка: у будинку у 1971—2002 роках працював Ф. В. Шахматов (1923—2002) — прославлений мотоцикліст, одинадцятиразовий чемпіон Радянського Союзу з автомотоспорту.
З середини минулого століття тут знаходиться станція юних техніків (нині «обласний гуманітарний центр позашкільної освіти та виховання»).
У ніч з 17 на 18 червня 2010 року, невдовзі після капітального ремонту, у будинку була сильна пожежа. Внаслідок пожежі було пошкоджено 350 кв. м. площі, дуже постраждали мармурові сходи, знищено колекції.

### Концертний зал «Уніон»
Троїцька, буд. 43. Клуб Товариства прикажчиків-євреїв, Концертний зал «Уніон».
Збудований у 1901—1902 році за проєктом архітектора Федора Троупянського.
Тут 6-9 грудня 1911 р. проходили авторські концерти композитора О. М. Скрябіна. 19 березня 1925 р. на літературному вечорі виступали поети М. А. Свєтлов, М. С. Голодний і письменник О. К. Югов.
У 1960 році у будинку проведена реконструкція під клуб Одеської залізниці.

## Галерея

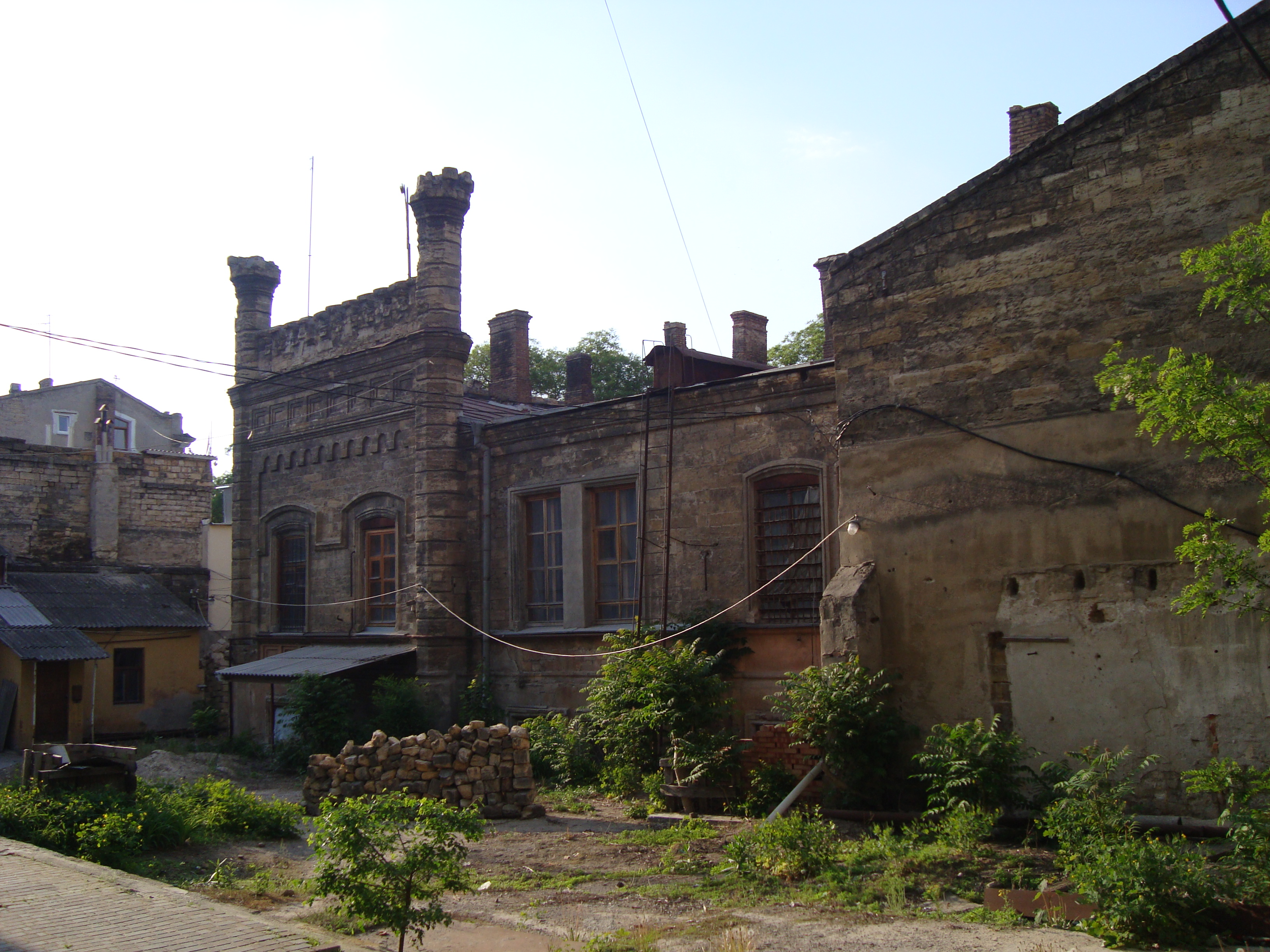
Будинок Гудкова, вул. Троїцька 1
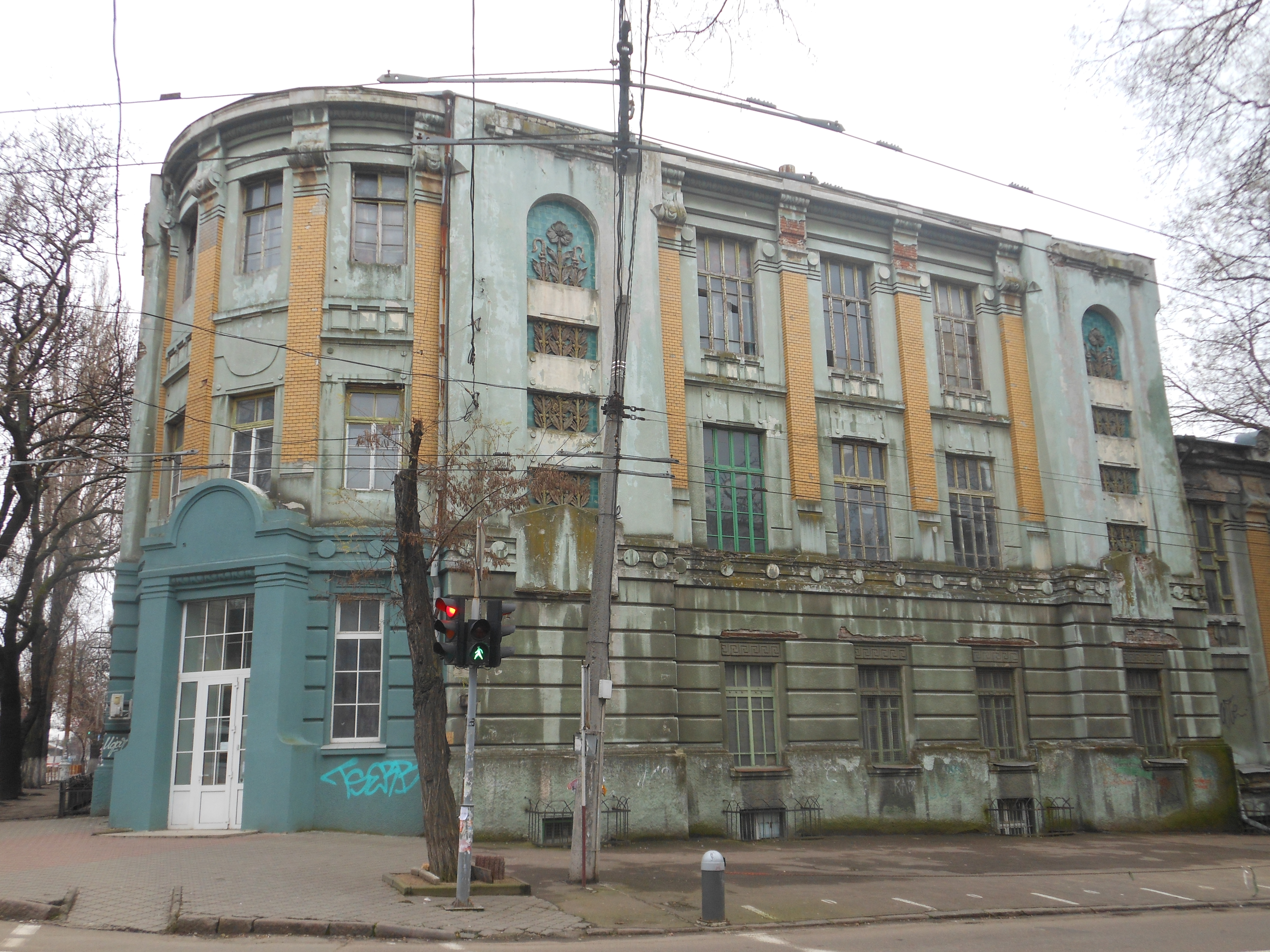
Будинок чаєрозважувальної фабрики Висоцького, вул. Троїцька, 11
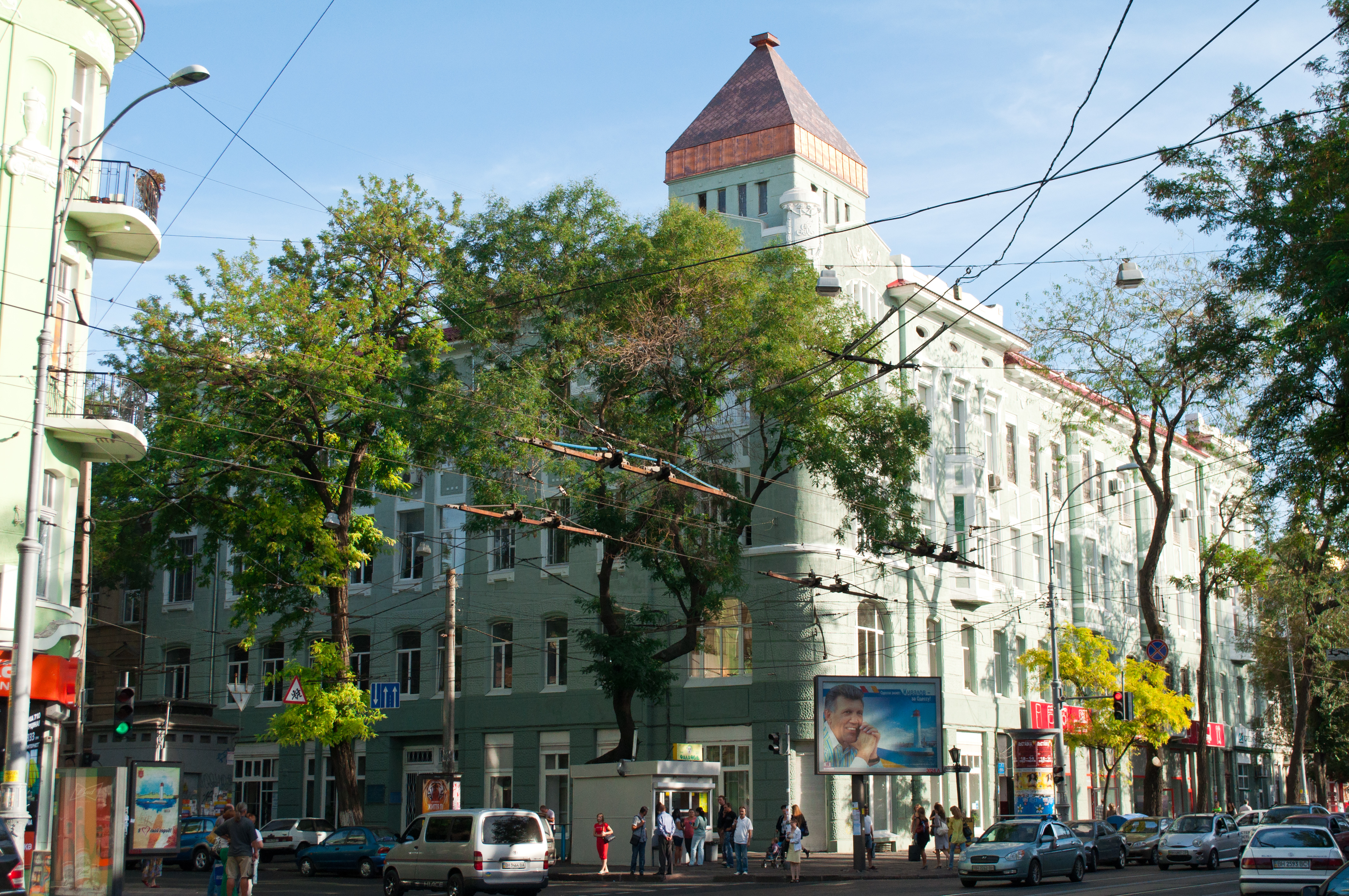
Прибутковий будинок Блюмберга, вул. Троїцька ріг вул. Преображенської, 64